# Комптонівська довжина хвилі
Комптонівська довжина хвилі  {\displaystyle \lambda \ } довільної елементарної частки задається формулою
{\displaystyle \lambda ={\frac {h}{mc}}=2\pi {\frac {\hbar }{mc}}\ },
де 
{\displaystyle h\ } - стала Планка,
{\displaystyle m\ } -  маса спокою елементарної частки,
{\displaystyle c\ } - швидкість світла у вакуумі.
Для електрона
{\displaystyle \lambda _{e}=2.4263102175(33)\cdot 10^{-12}} м
згідно з CODATA 2006.
Комптонівська довжина хвилі виникає при розгляді комптонівського розсіювання світла на вільній частинці. Світло з довжиною хвилі, більшою від комптонівської, не може розсіюватися частинкою через неможливість одночасного задоволення законів збереження енергії та імпульсу.
Величина {\displaystyle {\frac {\hbar }{mc}}={\frac {\lambda }{2\pi }}} називається зведеною комптонівською довжиною хвилі. Обернена величина до зведеної комптонівської довжини хвилі є природною одиницею для вимірювання маси. Вона, наприклад, входить у рівняння Клейна-Гордона. 